# NPO Klassiek Filmmuziek Top 200
De NPO Klassiek Filmmuziek Top 200 is een jaarlijks terugkerend radioprogramma van de Nederlandse radiozender NPO Klassiek. De lijst begon op 5 februari 2016 als Filmmuziek Top 40 en is in de loop der jaren uitgebreid naar de Filmmuziek Top 200. De lijst is samengesteld op basis van stemmen door de luisteraars. De lijst wordt meestal uitgezonden in maart. Schindler's List en Once Upon a Time in the West zijn de enige twee filmtitels die ooit bovenaan hebben gestaan in de lijst. Componisten die in de loop der jaren het meest zijn vermeld in de lijst, zijn John Williams en Hans Zimmer.
2016 ·
2017 ·
2018 ·
2019 ·
2020 ·
2021 ·
2022 ·
2023 ·
2024 ·
2025